# Scisciano
Scisciano ist eine Gemeinde mit 6221 Einwohnern (Stand 31. Dezember 2023) in der Metropolitanstadt Neapel, Region Kampanien.
Die Nachbarorte von Scisciano sind Marigliano, Nola, San Vitaliano, Saviano und Somma Vesuviana.

## Bevölkerungsentwicklung
Scisciano zählt 1712 Privathaushalte. Zwischen 1991 und 2001 stieg die Einwohnerzahl von 4390 auf 4881. Dies entspricht einem prozentualen Zuwachs von 11,2 %.